# Retablo del monasterio de Cañas
El retablo del monasterio de Cañas, es una obra del renacimiento español del siglo XVI realizado por el escultor Guillén de Holanda y el pintor Andrés de Melgar, para la iglesia del monasterio de Santa María del Salvador de la población de Cañas de la comunidad autónoma de La Rioja (España).

## Historia
El monasterio se creó en el año 1169 por el conde Lope Díaz de Haro y Aldonza Ruiz de Castro que donaron las tierras a la orden del Císter, y se establecieron unas monjas benedictinas que se cambiaron a la orden cisterciense. En este monasterio ingresó la fundadora cuando se quedó viuda junto con su hija Urraca López de Haro que llegó a ser abadesa. Con ella empezó la construcción de la iglesia, que consta de tres naves con crucero y tres ábsides. Para el ábside central se hizo, por demanda de la abadesa Leonor de Osorio (1523-1570), un retablo en honor de la Virgen María. Para dejar al descubierto los grandes ventanales góticos que fueron tapados con el retablo, se procedió a su traslado a los pies del templo en el año 1975.

## Descripción

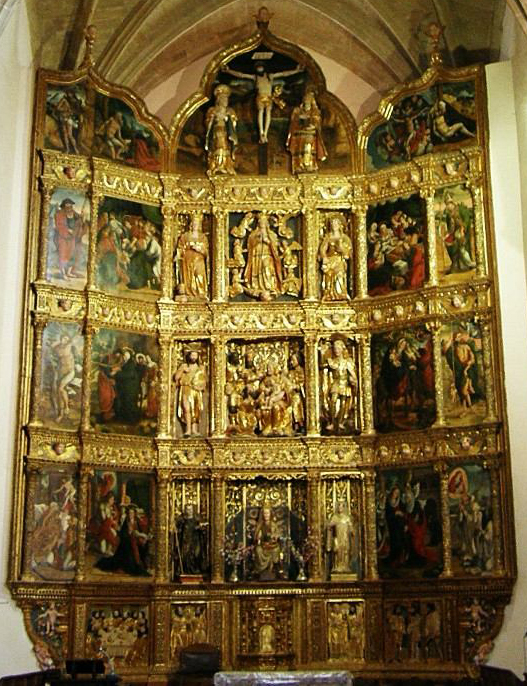
Retablo mayor del monasterio de Cañas, realizado por el escultor Guillén de Holanda y el pintor Andrés de Melgar.

El retablo tiene la forma de tríptico y se compone de banco, tres pisos y ático. Consta de siete calles, tres en la parte central y dos en cada lateral, divididas por columnas y pilastras. Dentro de estas divisiones se encuentran imágenes de bulto policromadas, relieves y ornamentos de talla de cabezas de angelitos para separar los pisos, realizados por Guillén de Holanda y tablas de pintura, ejecutadas por Andrés de Melgar.
- Escenas en relieve del banco: De izquierda a derecha, la Última cena, San Pedro y San Pablo con sus atributos de las llaves y la espada; en el centro, lugar para el Sagrario, San Juan y San Andrés con los atributos de una copa con la serpiente alada[2] y la cruz en aspa y la Flagelación de Cristo.
- En las tres calles centrales las esculturas son exentas: En el primer piso, las imágenes que se encuentran no son las originales: una Virgen con Niño del siglo XIV, y San Benito y San Bernardo. En el segundo piso, San Juan Bautista, la Epifanía y el arcángel San Miguel. En el tercer piso, Santa Catalina, La Asunción de la Virgen y María Magdalena. En el ático correspondiente a este cuerpo principal se encuentra un Calvario con Cristo en la cruz y a sus lados San Juan y su Madre María.
- En las dos calles de cada parte lateral del tríptico del retablo se encuentran tablas pintadas: En el primer piso, la Misa de San Gregorio, La Anunciación, La Visitación y San Bernardo junto con la representación del retrato de la abadesa Leonor de Osorio comitente del retablo, arrodillados ante la Virgen con Niño. En el segundo piso, San Sebastián, San Joaquín y Santa Ana ante la Puerta Dorada, la Huida a Egipto y San Roque. En el tercer piso, Santiago peregrino, la Dormición de la Virgen, la Natividad de San Juan Bautista y el obispo San Nicolás y en el ático, un Ecce Homo, San Jerónimo, la Trinidad y una Piedad.